# Игра РП-ПП
Игра «распределить потери, присвоить прибыли» (англ. CC-PP Game) — понятие, разработанное экологом Гарретом Хардином (Garrett Hardin) для описания игры (в смысле теории игр), которая часто происходит в сфере размещения ресурсов. Понятие РП-ПП игры является формализмом явления, известного, как трагедия общин, а в политических дебатах называется «приватизация прибылей и социализация потерь».
Игроки в игре РП-ПП пытаются распределить расходы (или экстерналии) на собственную деятельность среди широкого круга участников, и при этом присвоить себе все доходы.
Игра РП-ПП первоначально появилась в книге Хардина под названием «Фильтры против глупости: как выжить, несмотря на экономистов, экологов и просто красноречивых», которая была опубликована в 1986 году.
Хардин связал игру РП-ПП с экологическими проблемами, такими как добыча полезных ископаемых, перерасход грунтовых вод, разведение крупного рогатого скота и другие действия, которые вызывают истощение природных ресурсов или увеличение загрязнения.

## Примеры из реальной жизни

### Рыболовство
Рыболовство является ярким примером игры РП-ПП. Компании получают прибыль за каждую пойманную рыбу, и у них есть стимул продолжать ловлю рыбы. Однако их чрезмерный вылов истощает количество рыбы в океане, нанося ущерб окружающей среде и другим людям. Все физические лица оплачивают стоимость уменьшения количества рыбы.

### Горная промышленность
Горнодобывающие компании участвуют в игре РП-ПП, истощая здоровье своих рабочих. Хардин утверждает, что владельцы горнодобывающих компаний получают прибыль от своих рабочих, в то время как рабочие страдают от негативных последствий добычи полезных ископаемых для здоровья, таких как повреждение органов дыхания, хроническое отравление свинцом, отравление ртутью, болезнь черных легких и отравление газом радоном на урановых рудниках. Хардин утверждает: «До разработки национализированных схем компенсации в двадцатом веке затраты на ухудшение здоровья „оплачивались“ самим шахтером частично в виде медицинских счетов, но еще больше в виде снижения способности работать и радоваться жизни».

### Нематериальные активы
Хардин также включил «нематериальные активы», такие как «безопасность работников, стабилизация стоимости здравоохранения и экономическая эффективность», в качестве примеров трагедии общего достояния. Эти активы также могут ухудшиться, если люди решат приватизировать льготы и коммуницировать расходы.

### Связанные понятия
- Лимонный социализм
- Приватизация прибылей и социализация потерь
- Социализм для богачей и капитализм для бедняков